# 汉斯·冯·丰克
汉斯·冯·丰克（德語：Hans von Funck，1891年12月23日－1979年2月14日）是二战期间德国国防军的一名将军，他曾指挥第7装甲师和第47装甲军。
馮·丰克生於普魯士萊茵省的阿亨，在一戰中加入德意志帝國軍隊。1940年擔任第3坦克旅旅長，後接替隆美爾任第7装甲师師長。1941年後前往東線作戰。1944年晉升裝甲兵上將、第47装甲军軍長。後被蘇軍俘虜，被判有戰爭罪，直至1955年得以釋放歸國。1979年逝世於北萊茵－威斯特法伦州菲爾森，享年87歲。